# Пасічник Леонід Іванович
Леоні́д Івáнович Пасічник  (нар. 15 березня 1970 року, Ворошиловград, Українська РСР) — колишній український проросійський військовий діяч, співробітник СБУ (1993—2013), колишній полковник СБУ, український колабораціоніст із Росією. Ватажок терористичного угруповання ЛНР із листопада 2017 року, другий після Ігоря Плотницького.
З 9 жовтня 2014 року очолював «міністерство держбезпеки ЛНР». Після переходу на сторону проросійських сил отримав «звання» генерал-майор. Фігурант сайту «Миротворця».

## Життєпис
Батько ― Іван Сергійович Пасічник, співробітник міліції, 26 років працював в ОБХСС СРСР. 1975 року його сім'я переїхала до Магадану.
Закінчив Донецьке вище військово-політичне училище інженерних військ і військ зв'язку. З 1993 року — співробітник СБУ, мав звання підполковник. Був начальником підрозділу з боротьби з контрабандою головного відділу «К» Управління СБУ в Луганської області. Став відомий завдяки затриманню 15 серпня 2006 року великої партії контрабанди на КПП «Ізварине» (1,94 мільйони доларів США та 7,24 мільйони російських рублів).
2007 року нагороджений медаллю «За військову службу Україні».
У 2010—2014 роках — начальник Стаханівського міжрайонного відділу СБУ.
У грудні 2013 року, після початку Революції гідності, звільнився з СБУ у званні полковника. З початком Російсько-української війни перейшов на бік Росії.
З 9 жовтня 2014 — «міністр державної безпеки» ЛНР.
У жовтні 2015 року інший лідер терористів Плотницький відсторонив Пасічника від виконання обов'язків за ініційованого ним розслідування про махінації щодо «міністра палива, енергетики та вугільної промисловості» Дмитра Ляміна. Потім обох було поновлено на посадах. У березні 2016 року ЗМІ[які?] повідомляли, що між Пасічником і Плотницьким назрів серйозний конфлікт, пов'язаний з постачанням у «республіку» палива.
У серпні 2016 року Плотницький звинуватив «спецслужби» ЛНР у бездіяльності після замаху, коли його було важко поранено в результаті вибуху його автомобіля.
З 24 листопада 2017 року Пасічник виконував обов'язки «голови» ЛНР після виходу Плотницького у відставку. Заявив про дотримання угод, підписаних на перемовинах у Мінську.
З листопада 2018 року Пасічник став «головою» ЛНР.
У вересні 2023 року на фінансиста Пасечника Юрія Афанасьєвського було скоєно напад, він отримав численні уламкові поранення.

## Санкції
Пасічника як особу, що намагається підривати суверенітет України, додано до санкційних списків деяких країн.
18 листопада 2023 року повторно доданий до санкційного списку України.

### Кримінальні справи
Розшукується СБУ за статтею 109, частиною 1 ККУ — «за дії, вчинені з метою насильницької зміни чи повалення конституційного ладу або захоплення державної влади, а також змову про вчинення таких дій».
В жовтні 2023 року йому повідомили про підозру в участі в організації та проведенні незаконних виборів і добровільному обранні до незаконного органу влади на тимчасово окупованій території.